# 新營糖廠
23°17′59″N 120°19′01″E / 23.299598°N 120.317052°E

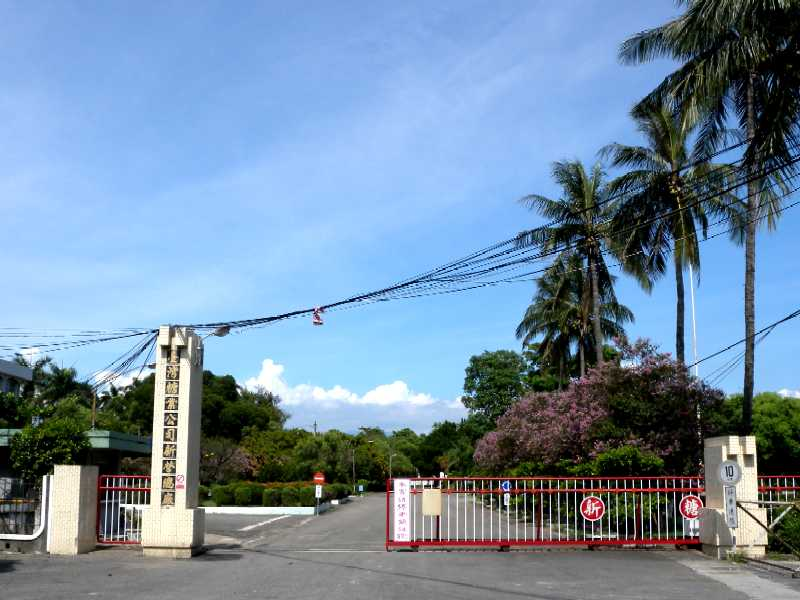
新營糖廠

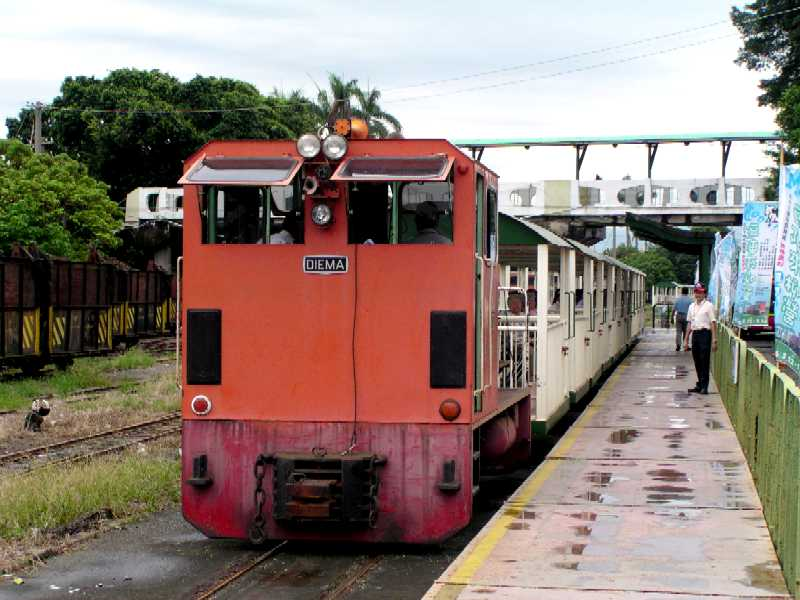
新營鐵道文化園區五分車

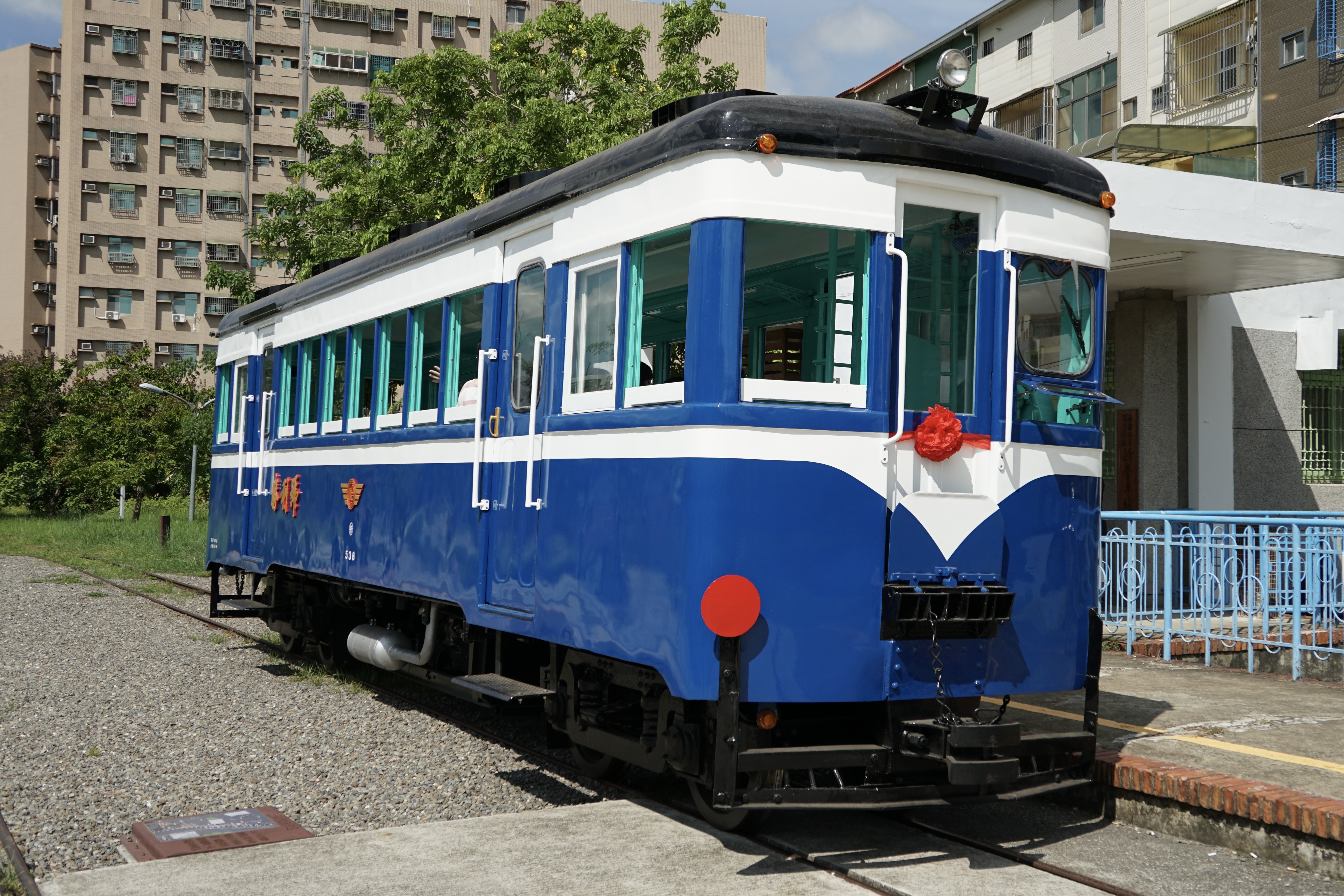
2023年恢復定期營運的糖鐵勝利號
停靠於學甲線新營站

新營糖廠是一座位於臺灣臺南新營的早期製糖工廠，為台灣糖業公司昔日三大總廠之一，過去曾為日治時期臺灣四大製糖會社之一鹽水港製糖本社所在地。目前台糖設其油品事業部於此，秤量所附近亦設有鐵道文化園區。

## 沿革
新營糖廠原屬於鹽水港製糖株式會社，動工於明治四十年（1907年），為建此廠鹽水港製糖先是在新營急水溪右岸收購24甲的廠房基地，並租借40甲土地作為苗園，而倉庫、宿舍與事務所大治在該年8月落成，廠房則在10月開始動工，當時該廠稱為「第二工場」或「新營工場」。後來廠房在隔年10月底已接近完工，遂於11月3日的天長節試運轉。該廠建廠初期的每日壓榨甘蔗量為1,000英噸，專製分蜜糖，後因應市場需求增添設備生產耕地白糖。而隨著這座糖廠的完工，鹽水港製糖的本社也從鹽水岸內搬到新營。在臺灣各地製糖工場與附屬農場統稱為「製糖所」後，該廠便為新營製糖所工場，昭和十一年（1936年）新營製糖所增設第二工場後，舊廠稱為第一工場。
第二次世界大戰末期，新營製糖所與臺灣其他糖廠一樣時常遭到盟軍轟炸，由於受損嚴重，新營製糖所的原料只能委由岸內製糖所代壓。二次大戰後，新營製糖所第二工場勉強修復開工，但由於實在是受創嚴重，所以台糖接受美籍製糖專家建議，將第一第二工場合併，並將製糖方法改為中間汁碳酸法，減少石灰用量，直到民國四十九年（1960年）時又改為石灰法製造粗砂。此外由於鹽水港製糖在臺部分被改組為台糖第四區分公司，分公司遂設於新營，而民國三十九年（1950年）台糖改用總廠制後，新營亦為五總廠之一，而除自身之外，新營總廠下轄有岸內、烏樹林、南靖、蒜頭四廠，直到民國五十六年（1967年）改行大廠制後僅轄新營、岸內、烏樹林三廠。後來隨著制度再次調整，新營總廠成為轄有新營、岸內、烏樹林、南靖、蒜頭、麻豆、佳里、善化、玉井、永康十廠的大總廠。而在制度調整之外，新營總廠的製糖方法於民國七十一年（1982年）改為新亞硫酸法，並進行其他設備改良工程，直到民國七十六年（1987年）改回用石灰法製造二砂、一砂。
而在岸內糖廠於民國八十一年（1992年）10月1日組織裁併，併入新營總廠後，岸內糖廠改為岸內工場，新營總廠本身的製糖工場則稱新營工場，而後岸內工場於民國八十三年（1994年）7月1日停閉。之後新營總廠於民國八十九年（2000年）5月1日更名為新營糖廠。隔年（2001年）3月31日製糖工場停閉，7月1日改制為新營廠，於2003年7月改隸善化糖廠。而在民國九十一年（2002年）4月，新營糖廠廠房開始拆除。而在結束製糖業務之後，自營農場土地除留下128公頃生產利用外，其他1549公頃移交給了南靖糖廠。

## 下轄單位
- 新營副產加工廠
- 仔豬繁殖場
- 新營總廠塑膠加工場，於1974年7月29日開工生產PP編織袋，於2002年9月1日裁撤。
- 洋灰枕工場
- 機械修造廠
- 深井工程隊
- 糖福印刷所
- 尖山埤水庫

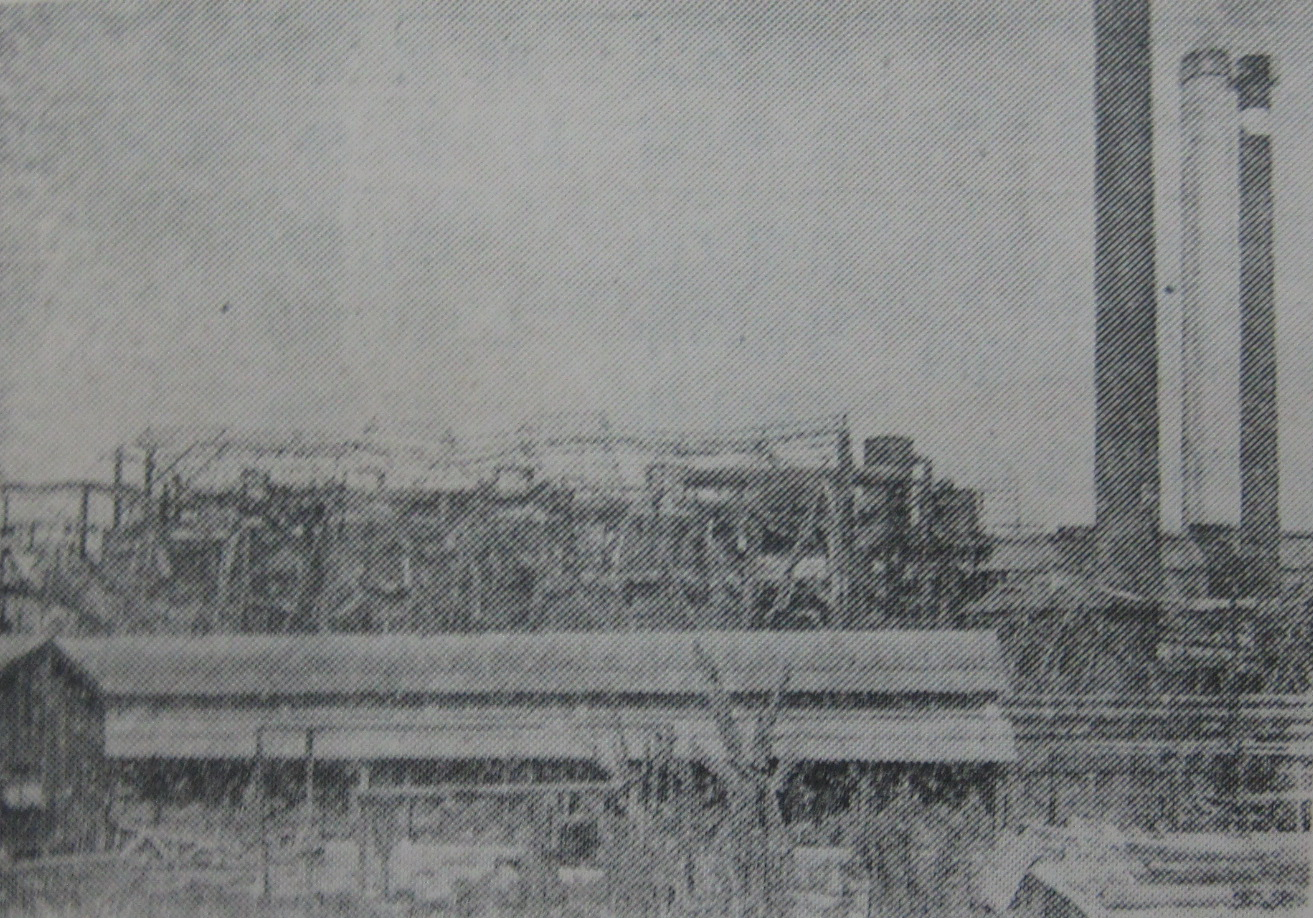
在二次大戰的空襲中受創的新營糖廠
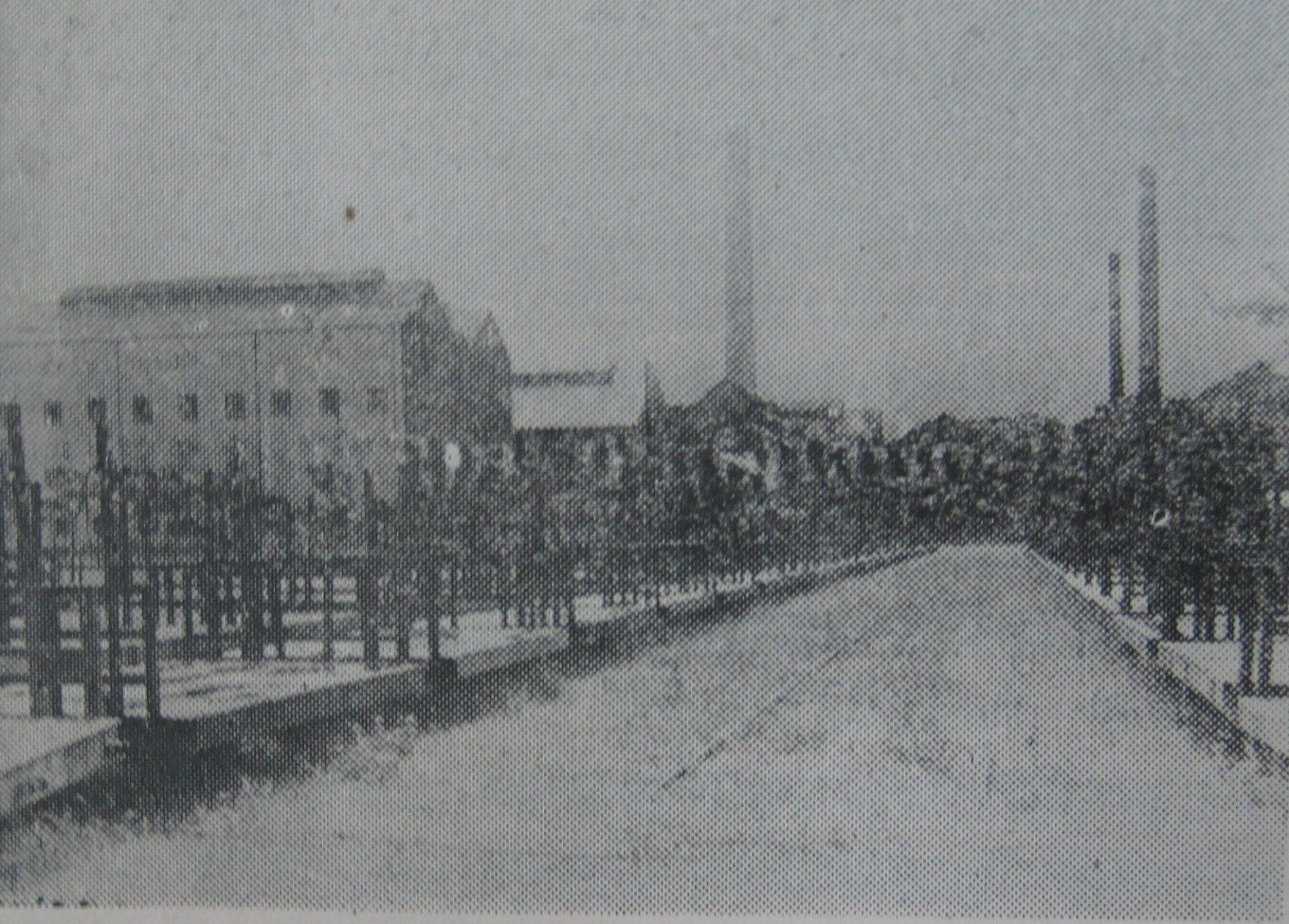
修復後的新營糖廠

## 外部連結
- 台糖全球中文入口網-新營糖廠 （页面存档备份，存于）
- 台糖全球中文入口網-新營鐵道文化園區 （页面存档备份，存于）
- 新營糖廠 - 台灣旅遊景點 （页面存档备份，存于）
- 新營糖廠 - 台灣製糖工廠百年文史地圖 （页面存档备份，存于）